# Gullvi
Gullvi och Gullevi är nybildade kvinnonamn av orden gull (guld eller gullig) och vi som möjligen betyder helgad, vigd åt gudarna. De är bildade efter mönster från Hillevi.
Den 31 december 2014 fanns det totalt 1 247 kvinnor folkbokförda i Sverige med namnet Gullvi, varav 705 bar det som tilltalsnamn. Motsvarande siffror för Gullevi var 352 respektive 135.
Namnsdag: saknas (1986–1992: 7 maj, 1993–2000: 13 augusti)